# محمد البدوي (كاتب)
محمد البدوي (1951 - 11 سبتمبر 2022)، هو كاتب وباحث وأكاديمي وناشرتونسي. رئيس اتحاد الكُتّاب التونسيين (2008-2014). كانت للبدوي إسهامات في النشر، من خلال تأسيسه «دار البدوي للنشر» ثمّ «دار ابن عربي»، كما عمل منتجاً لبرامج أدبية في إذاعة المنستير بين سنتيّ 1981 و2017.

## حياته
وُلد محمد البدوي عام 1951م في مدينة طبلبة شرقي تونس، وتخرّج من دار المعلّمين التونسيّين، قبل أن يحوز دكتوراه بأطروحة حملت عنوان «خصائص أدب الأطفال في تونس»، ليعمل أستاذاً في اللغة العربية وآدابها بكليّات الآدب في سوسة والقيروان. توفي يوم الأحد 11 سبتمبر 2022 بسبب مرض السرطان.

## من مؤلفاته
- كتاب: «أحفاد الشاعر» (2022).
- كتاب: «سرديات عربية» (2022).
- كتاب: «ثلاثون عاماً في إذاعة المنستير» (2021).
- كتاب: «سرديات تونسية».
- كتاب: «خصائص أدب الأطفال في تونس».
- كتاب: «أوهام العقّاد في العبقرية» (1993)،
- كتاب: «الأرض والصدى: دراسة عن رواية 'الأرض' للشرقاوي» (1997).
- كتاب: «الفينيق: دراسة لرواية 'تلك الليلة الطويلة' ليحيى يخلف» (1997).
- كتاب: «المنهجية في البحوث والدراسات الأدبية» (1998).
- كتاب: «تراجم المبدعين في ولاية المنستير» (2001).
- كتاب: «تراجم المؤلّفين والمبدعين» (2005).
- كتاب: «مرآة الأحوال: أوّل جريدة عربية في لندن» (2006).
- كتاب: «ذاكرة وذكرى: حمد العابد مزالي بين الأدب والتعليم» (2006).

## جوائز وتكريمات
- 2022: جرى تكريمه مِن قبل اتّحاد الكتّاب التونسيّين الذي تولّى رئاسته بين 2011 و2014؛ (وهي الفترة التي يَعتبرها الأصعب في تاريخ الاتّحاد).
- 2022: جرى تكريمُه مِن قبل «صالون الأمينة للثقافة والفكر والفنون» في القيروان.